# Diana Wynne Jones
Diana Wynne Jones (London, 1934. augusztus 16. – Bristol, 2011. március 26.) angol író, leginkább ifjúsági szerzőként ismert.

## Élete
1934-ben született Londonban, pedagógus szülők gyermekeként. Ötéves volt, amikor Wales-be költöztek, majd gyakori költözködések után, 1943-ban a család végleg letelepedett Thaxtedben, Essex tartományban, ahol Diana és a két húga meglehetős szabadságban nevelkedett. Önéletrajza alapján tízéves korától ateista. Középiskolás évei után Oxfordban tanult angol irodalmat, s itt olyan előadókkal találkozott, mint C. S. Lewis vagy J. R. R. Tolkien. 1956-ban végzett, és még ugyanebben az évben összeházasodott John Burrow-val, akivel az egyetemen ismerkedett össze. Három fiuk született, Richard, Michael és Colin. A család 1957-ben Oxfordba költözött, 1976-ban pedig Bristolba.
2009 nyarán rákot diagnosztizáltak nála, ami 2011-ben bekövetkezett halálát okozta.

## Munkássága
A hetvenes évek elejétől publikál, de az igazi sikert csak a Chrestomanci-krónika első kötete, a Charmed Life (Varázslatos élet) hozta meg a számára: 1977-ben megnyerte vele a The Guardian gyerekkönyvekért járó díját.

## Adaptációk
- Archer's Goon, 1992, TV-film
- Howl's Mowing Castle, 2004, Mijazaki Hajao (A vándorló palota), animációs film

## Magyarul megjelent művei

### Chrestomanci-krónika
- A Chrestomanci-krónika. Christopher Chant kilenc élete; ford. Kiss Marianne; Geopen, Bp., 2002
- A Chrestomanci-krónika. Varázslatos élet; ford. Kiss Marianne; Geopen, Bp., 2002
- Vigyázat, boszi van az osztályban! Chrestomanci világai; Geopen, Bp., 2003

### Palota-sorozat
- A vándorló palota (Howl's Moving Castle); ford. Laukó Viktória; Pongrác, Bp., 2010 + DVD
- Az égi palota (The Castle in the Air); ford. Bozai Ágota; Pongrác, Bp., 2010
- A másik palota (House of Many Ways); ford. Laukó Viktória; Pongrác, Bp., 2011

### Varázsvilágok
- A trónörökös. Diana Wynne Jones varázsvilágai (Deep Secret); ford. Sarkadi Zsuzsanna; Metropolis Media, Bp., 2011 (Galaktika fantasztikus könyvek)
- A Merlin-összeesküvés. Diana Wynne Jones varázsvilágai (The Merlin Conspiracy); ford. Sarkadi Zsuzsanna; Metropolis Media, Bp., 2013 (Galaktika fantasztikus könyvek)